# Minaci Magi Asculanense
Minaci Magi Asculanense (llatí: Minatius Magius Asculanensis) va ser un militar de Càpua aliat de la República Romana. Era net del notable capuà Deci Magi, i avantpassat de l'historiador Vel·lei Patèrcul.
Es va distingir a la guerra social l'any 90 aC per la seva fidelitat als romans. Va aixecar una legió entre els hirpins amb la que va ajudar a Tit Didi a conquerir Herculà i amb Luci Corneli Sul·la va assetjar Pompeia i va ocupar Compsa. Va rebre com a agraïment pels serveis prestats, la ciutadania romana i dos dels seus fills van ser escollits pretors.